# TT361
TT361 (Theban Tomb 361) è la sigla che identifica una delle Tombe dei Nobili ubicate nell'area della cosiddetta Necropoli Tebana, sulla sponda occidentale del Nilo dinanzi alla città di Luxor, in Egitto. Destinata a sepolture di nobili e funzionari connessi alle case regnanti, specie del Nuovo Regno, l'area venne sfruttata, come necropoli, fin dall'Antico Regno e, successivamente, sino al periodo Saitico (con la XXVI dinastia) e Tolemaico.

## Titolare
TT361 era la tomba di:
| Titolare | Titolo                                    | Necropoli      | Dinastia/Periodo       | Note |
| -------- | ----------------------------------------- | -------------- | ---------------------- | ---- |
| Huy      | Grande carpentiere nel Luogo della Verità | Deir el-Medina | XIX dinastia (Sethy I) |      |

## Biografia
Notizie biografiche ricavabili: il nome del padre Hay, quello della madre Takha, e quello della moglie Tanehesi.

## La tomba

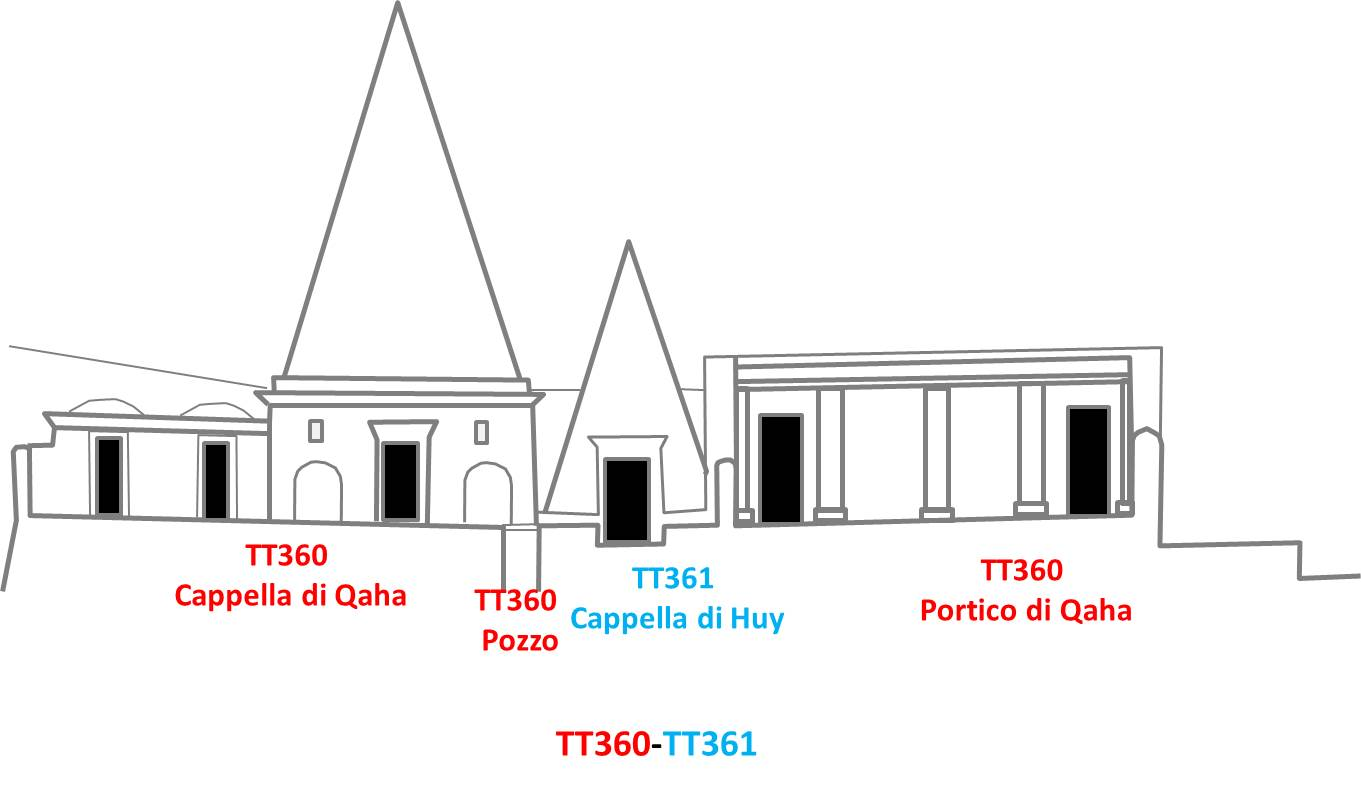
Rappresentazione schematica delle posizioni reciproche delle cappelle di TT360 e TT361; alle spalle del portico di Qaha si apre la cappella di TT359

TT361 appartiene all'ultimo periodo di realizzazione delle tombe nell'area; queste presentano decorazioni molto rare, ridotte e di minor qualità. Se un tale decadimento sia dovuto a minor qualità delle maestranze o a periodi di incertezza politica non è dato di sapere. La TT361, è oggi praticamente ridotta a pochi ruderi, fa parte di un complesso che comprende anche le tombe TT359 e TT360, rispettivamente di Inerkhau, e Qaha, talché appare difficile trattarle separatamente; le tre sepolture, e le rispettive cappelle sormontate da piramidi, si aprivano su una vasta terrazza artificiale di 28 m (asse nord-sud) per 14 m (asse est-ovest nella sua massima profondità), che soprelevava il piazzale di circa 4 m sull'area circostante. Della cappella di Qaha (TT360) non restano che labili tracce per crolli intervenuti dopo la sua scoperta e la TT361 è costituita da una piccola cappella senza appartamento sotterraneo. 
Un breve corridoio, sulle cui pareti sono riportati testi e il defunto seduto (1 azzurro in planimetria), immette in una piccola sala perpendicolare all'ingresso; sulle pareti: scene del pellegrinaggio ad Abido, frammenti della processione funeraria (2-3) con resti di portatori di offerte. Sul fondo una stele (4) con preti che incensano e che offrono libagioni. Nella TT361 vennero rinvenuti tre vasi canopi del defunto e il coperchio di una scatola intestato alla moglie.

### Annotazioni
1. ↑  La numerazione dei locali e delle pareti segue quella di Porter e Moss 1927, p. 416.
2. ↑  Per differenziare le tre tombe che insistono nell'area, le numerazioni relative sono riportate in differente colore: nero per la TT359; rosso per la TT360; azzurro per la TT361.
3. ↑  La prima numerazione delle tombe, dalla numero 1 alla 252, risale al 1913 con l'edizione del "Topographical Catalogue of the Private Tombs of Thebes" di Alan Gardiner e Arthur Weigall. Le tombe erano numerate in ordine di scoperta e non geografico; ugualmente in ordine cronologico di scoperta sono le tombe dalla 253 in poi.
4. ↑  I campi della Duat, ovvero l'aldilà egizio, si trovavano, secondo le credenze, proprio sulla riva occidentale del grande fiume.
5. ↑  Nella sua epoca di utilizzo, l'area era nota come "Quella di fronte al suo Signore" (con riferimento alla riva orientale, dove si trovavano le strutture dei Palazzi di residenza dei re e i templi dei principali dei) o, più semplicemente, "Occidente di Tebe".
6. ↑  le Tombe dei Nobili, benché raggruppate in un'unica area, sono di fatto distribuite su più necropoli distinte.
7. ↑  Le note, sovente di inquadramento topografico della tomba, sono tratte, fino alla TT252, dal "Topographical Catalogue" di Gardiner e Weigall, ed. 1913 e fanno perciò riferimento alla situazione dell'epoca.
8. ↑  I nomi dei genitori sono ricavabili da una stele, oggi al Museo Egizio di Torino (cat. 1609).
9. ↑  Dalla tomba TT360 di Qaha.
10. ↑  Durante il regno di Ramses III si svolse uno dei primi scioperi di cui si abbia notizia (il cosiddetto Papiro dello sciopero si trova oggi al Museo Egizio di Torino). Ancora, sotto il regno del III Ramses si tenne una congiura nel corso della quale lo stesso Faraone venne verosimilmente ucciso. Gli atti del processo conseguente sono conservati nel Papiro giuridico di Torino.

### Fonti
1. ↑  Gardiner e Weigall 1913.
2. ↑  Donadoni 1999,  p. 115.
3. ↑  Porter e Moss 1927, p. 426.
4. 1 2  Porter e Moss 1927,  p. 426.
5. ↑  Bruyere 1930,  pp. 32-70.
6. ↑  (EN) Le tombe TT359 e TT299 di Inerkhau:, su osirisnet.net. URL consultato il 03.12.2018.